# 3トン半航空用燃料タンク車

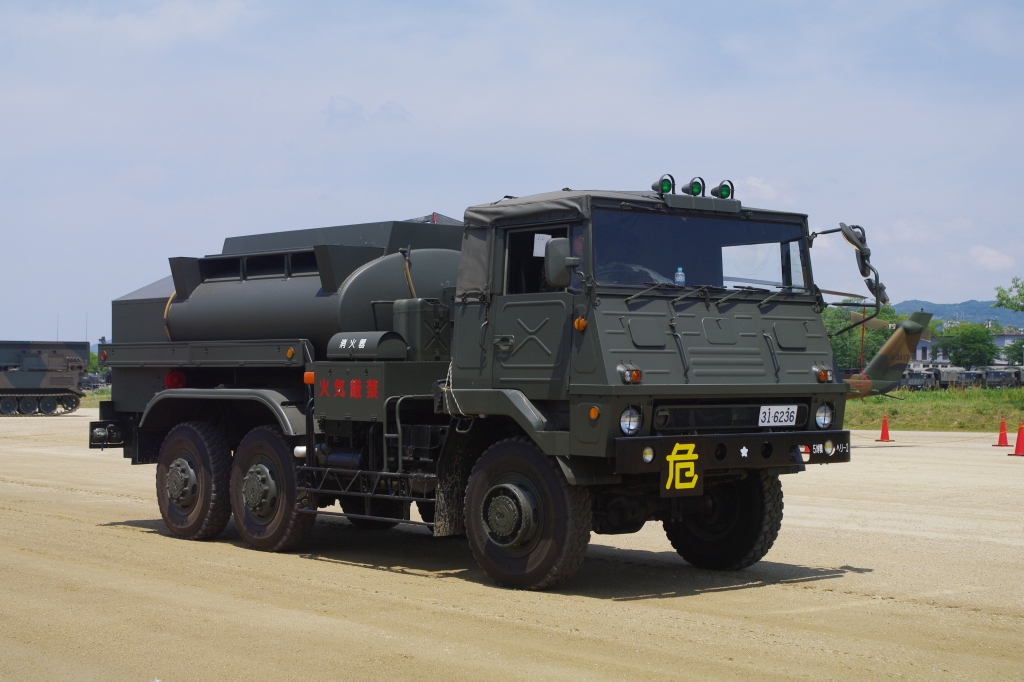
第5対戦車ヘリコプター隊所属の航空用燃料タンク車

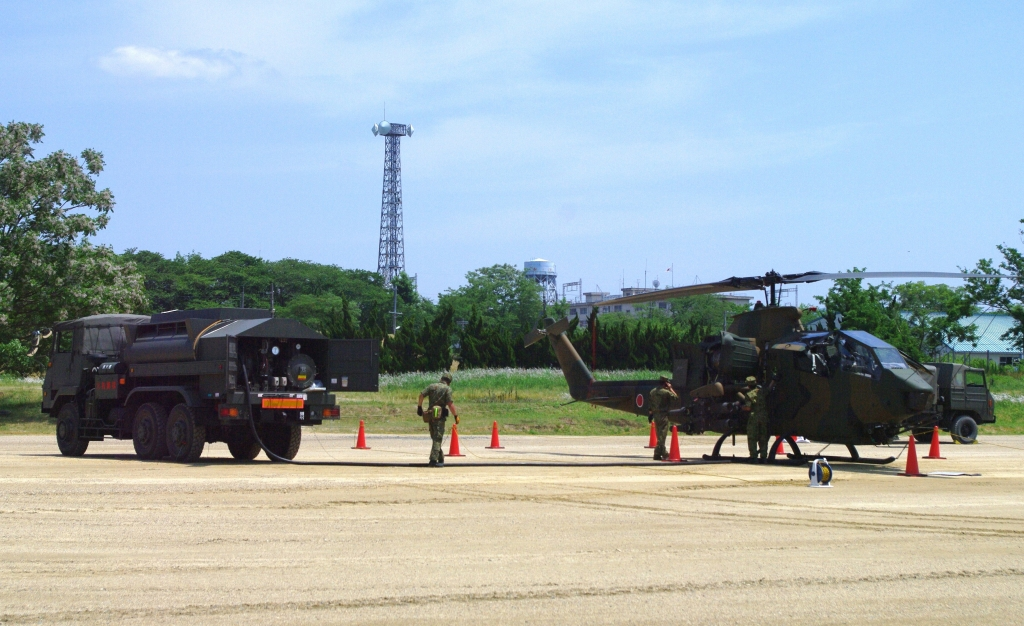
AH-1Sに対して給油作業中

3トン半航空用燃料タンク車（3トンはんこうくうようねんりょうタンクしゃ）は、陸上自衛隊の装備。
基本的に航空科のみに配備されるが、例外として多数のヘリコプターを有する空中機動旅団である第12後方支援隊補給中隊にも配備され、飛行場、野外において航空機に対する燃料補給に使用される。

## 特徴
タンク後方に箱状の装置が増加されている関係で、3トン半燃料タンク車よりも最大積載量が少ない。JP-4(A)なら4000kg、Jet A-1なら4200kgが最大積載量になる。
給油する航空燃料は異物対策のため、フィルターを通した物が給油される。

## 性能・諸元
- 製作：いすゞ自動車
- 全長：7530mm
- 全高：2870mm
- 全幅：2485mm
- 重量：9740kg
- 最大数量：5000L
- 最大積載量：4000kg
- 最高速度：105km/h
- 出力：285ps